# Palmyra (Maine)
Palmyra és una població dels Estats Units a l'estat de Maine (EUA). Segons el cens del 2000 tenia 1.953 habitants.

## Demografia
Segons el cens del 2000, Palmyra tenia 1.953 habitants, 768 habitatges, i 543 famílies. La densitat de població era de 18,8 habitants/km².
Dels 768 habitatges en un 30,6% hi vivien nens de menys de 18 anys, en un 59,8% hi vivien parelles casades, en un 5,9% dones solteres, i en un 29,2% no eren unitats familiars. En el 23,3% dels habitatges hi vivien persones soles el 10,7% de les quals corresponia a persones de 65 anys o més que vivien soles. El nombre mitjà de persones vivint en cada habitatge era de 2,54 i el nombre mitjà de persones que vivien en cada família era de 2,98.
Per edats la població es repartia de la següent manera: un 25,4% tenia menys de 18 anys, un 6,9% entre 18 i 24, un 27,3% entre 25 i 44, un 25,7% de 45 a 60 i un 14,7% 65 anys o més.
L'edat mediana era de 39 anys. Per cada 100 dones de 18 o més anys hi havia 93 homes.
La renda mediana per habitatge era de 31.287 $ i la renda mediana per família de 35.150 $. Els homes tenien una renda mediana de 27.500 $ mentre que les dones 19.402 $. La renda per capita de la població era de 13.717 $. Entorn del 12,8% de les famílies i el 16,6% de la població estaven per davall del llindar de pobresa.